# Падрино Лопес, Владимир
Влади́мир Падри́но Ло́пес (исп. Vladimir Padrino López; род. 30 мая 1963, Каракас, Венесуэла) — венесуэльский военный и государственный деятель. Министр обороны Венесуэлы, командующий оперативными стратегическими вооружёнными силами Венесуэлы с 25 октября 2014 года. Генерал-аншеф сухопутных войск (2013).

## Биография
Учился в школе Педро Мануэля Руиса, расположенной в Магальянесе-де-Катия (район Каракаса). В июле 1984 года окончил Военную академию Венесуэлы. Командовал миномётным взводом в штате Тачира. Командир сухопутных подразделений в разных провинциях в звании лейтенанта и капитана.
Заместитель командира 112-го механизированного пехотного батальона «Полковник Франсиско Араменди», Маракайбо, штат Сулия. Командир 311-го пехотного батальона «Освободитель Симон Боливар» (2000—2003), Фуэрте Тиуна. Во время попытки государственного переворота в апреле 2002 года, будучи командиром батальона, дислоцированного в пригороде Каракаса, оставался верным правительству Уго Чавеса и сыграл определённую роль в подавлении путча. Командир 93-й Карибской бригады «Генерал-майор Эсекиель Самора», базирующийся в Баринасе, штат Баринас. Начальник штаба объединённого Центрального оборонного стратегического региона, Фуэрте Тиуна. С июля 2012 по июль 2013 года — начальник генерального штаба национальных Боливарианских вооружённых сил. 
С 25 октября 2014 года — Министр обороны и командующий оперативными стратегическими вооружёнными силами Боливарианской Республики Венесуэла.
12 июля 2016 года указом Президента Боливарианской Республики Венесуэла Николаса Мадуро Падрино предоставлены фактические полномочия руководителя экономического блока правительства, включая контроль над Боливарианскими миссиями, снабжение и распределение продуктов питания и медикаментов среди граждан.
После покушения на Н. Мадуро 4 августа 2018 года безоговорочно поддержал главу государства, назвав происшедшее «трусливой акцией».
Во время политического кризиса 2019 года и попытки государственного переворота остался верен присяге и президенту, сыграл одну из ключевых ролей в сохранении Н. Мадуро у власти.
Как большинство министров Венесуэлы, находится под всевозможными санкциями. 22 сентября 2017 года Канада ввела санкции против 40 официальных лиц Венесуэлы,и него  в том числе, по обвинению в «нарушении конституционного порядка». В сентябре 2018 года США ввели санкции против Падрино Лопеса и ещё 5 граждан Венесуэлы.
В марте 2020 года Министерство юстиции США предъявило ему заочное обвинение в контрабанде наркотиков, американские власти предложили денежное вознаграждение за информацию, которая поможет в его аресте.
В. П. Лопес преподавал в различных военных и гражданских институтах Венесуэлы, в том числе в Национальном экспериментальном университете Вооружённых Сил (UNEFA), Военной академии Боливарианской армии, пехотной школе «Генерал-майор Рафаэль Урданета».
Известен своими резкими антиамериканскими (с обвинениями США в «гибридной войне» против Венесуэлы) и антиоппозиционными заявлениями.
Магистр военных наук, магистр наук в области управления.